# قهوه ایرلندی
قهوه ایرلندی (به انگلیسی: Irish coffee) یک نوشیدنی الکلی است که از ترکیب ویسکی ایرلندی با قهوه، شکر و خامه درست شده و به صورت گرم سرو می‌گردد.